# 307
| 307                |
| ------------------ |
| Dødsfald - Fødsler |
|                    |

| Gregoriansk kalender | 307 CCCVII              |
| Ab urbe condita      | 1060                    |
| Armensk kalender     | I/T                     |
| Kinesiske kalender   | 3003 – 3004 丙寅 – 丁卯 |
| Etiopisk kalender    | 299 – 300               |
| Jødisk kalender      | 4067 – 4068             |
| Hindukalendere       |                         |
| - Vikram Samvat      | 362 – 363               |
| - Shaka Samvat       | 229 – 230               |
| - Kali Yuga          | 3408 – 3409             |
| Iransk kalender      | 315 BP – 314 BP         |
| Islamisk kalender    | 325 BH – 324 BH         |

Se også 307 (tal)

## Dødsfald
- Valerius Severus, romersk kejser (myrdet)